# 高原英理
高原 英理（たかはら えいり、1959年 - ）は、日本の文芸評論家、小説家。本名は加藤 幹也。妻は歌人の佐藤弓生。

## 経歴・人物
三重県桑名市生まれ。立教大学文学部日本文学科卒業、東京工業大学大学院社会理工学研究科博士課程修了。博士（学術）。博士論文は「近代日本文学における少年表象による憧憬の価値構成」（2003年）。指導教官は井口時男。
1985年、小説「少女のための鏖殺作法」にて第1回幻想文学新人賞受賞（本名名義）。1996年、評論「語りの事故現場」にて第39回群像新人文学賞評論部門優秀作。この時に高原英理の筆名を用い始める。ゴス文化やゴシック文学についての批評を多く著す。
1999年、秋里光彦の名でホラー小説『闇の司』を第6回日本ホラー小説大賞に応募し、短編部門最終候補に残る。2001年、同作をハルキ・ホラー文庫から刊行して作家デビュー。2007年以降、高原英理名義で書き下ろし長編小説を刊行。

## 著書

### 評論
- 『少女領域』（国書刊行会、1999）
- 『無垢の力〈少年〉表象文学論』（講談社、2003）
- 『ゴシックハート』（講談社、2004）。立東舎文庫、2017、増補・ちくま文庫、2022
- 『ゴシックスピリット』（朝日新聞社、2007）
- 『月光果樹園―美味なる幻想文学案内』（平凡社、2008）

### エッセイ集
- 『アルケミックな記憶』（アトリエサード: 書苑新社、2015）
- 『怪談生活 江戸から現代まで、日常に潜む暗い影』（立東舎、2017）

### 小説等
- 『うさと私』（新風舎、1996）葉月幹人名義
  - 新版『うさと私』 （書肆侃侃房、2016）高原英理名義
- 『闇の司』（ハルキ・ホラー文庫、角川春樹事務所、2001）秋里光彦名義
- 『神野悪五郎只今退散仕る』（毎日新聞社、2007）
- 『抒情的恐怖群』（毎日新聞社、2009）
- 『不機嫌な姫とブルックナー団』（講談社、2016／講談社文庫、2024）
- 『歌人紫宮透の短くはるかな生涯』（立東舎、2018）
- 『エイリア綺譚集』（国書刊行会、2018）
- 『観念結晶大系』（書肆侃侃房、2020）
- 『高原英理恐怖譚集成』（国書刊行会、2021）
- 『日々のきのこ』（河出書房新社、2021）
- 『詩歌探偵フラヌール』（河出書房新社、2022）
- 『祝福』（河出書房新社、2023）
- 『ブルックナー譚』（中央公論新社、2024）

### 編著
- 『リテラリーゴシック・イン・ジャパン─文学的ゴシック作品選』編（ちくま文庫、2014）
- 『ファイン/キュート素敵かわいい作品選』編（ちくま文庫、2015）
- 『ガール・イン・ザ・ダーク 少女のためのゴシック文学館』編 講談社、2018
- 『深淵と浮遊 現代作家自己ベストセレクション』編 講談社文芸文庫、2019
- 『少年愛文学選』平凡社ライブラリー、2021
- 『川端康成異相短篇集』中公文庫、2022